# Jacob Moleschott
Jakob Moleschott (Hertogenbosch, 9 agosto 1822 – Roma, 20 maggio 1893) è stato un fisiologo, filosofo e politico olandese naturalizzato italiano.
Fu senatore del regno d'Italia nella XIII legislatura.

## Biografia
Jacobus Albertus Willebrordus Moleschott nasce a Hertogenbosch il 9 agosto del 1822, di famiglia agiata e di confessione cattolica. Moleschott vive la sua infanzia circondato da giardini in cui ama osservare composizioni floreali di ogni genere, dedicandosi alla lettura generalmente durante le ore serali. A quattro anni è perfettamente in grado di leggere, a otto anni il suo cuore di olandese si è già acceso agli interessi della rivoluzione belga del 1830. Il padre, di professione medico, figlio di un importante farmacista, si dedica all'educazione del figlio nella biblioteca privata di famiglia durante la sera. Jacob Moleschott si trasferisce a Kleve per frequentare il liceo ginnasio. Contrariamente a quanto si dice di lui, Moleschott non si considera un ragazzo prodigio, l'allora quindicenne futuro dottore si dedica incessantemente agli studi classici e umanistici, approfondendo la conoscenza della lingua latina e tedesca. Sotto la guida del Prof. Fleischer viene educato soprattutto ai classici romani; spesso accompagna il professore in lunghe passeggiate che hanno come scopo di discussione argomenti prettamente filosofici. Colpito fortemente dalle parole del professore: «Non reputo nessuno al di sopra e al di sotto di me.» comincia a seguire una dottrina liberale che è ben lontana dall'insegnamento teologico materno.
Dopo la laurea in medicina conseguita ad Heidelberg nel 1845 egli vi ritorna nel 1847 come docente di fisiologia. Interessato fin da giovane anche alla filosofia, pubblica nel 1852 l'opera scientifico-filosofica dal titolo Der Kreislauf des Lebens: Physiologische Antworten auf Liebig's chemische Briefe (ed. Zabern, Mainz, 1852) tradotto in italiano con Circolazione della vita: risposte fisiologiche alle lettere sulla chimica di Liebig e poi semplificato in Il circolo della vita. Costruisce un rapporto di amicizia con i suoi professori contribuendo a diverse scoperte importanti, quale l'utilizzo di sostanze organiche della terra da parte delle piante, oscurando la teoria del dr. Liebig che aveva ipotizzato il contrario. Sostiene l'esame di abilitazione professionale a Leida e inizia l'esercizio della professione medica a Utrecht. Nonostante fosse tornato in patria, Moleschott è dell'idea che i Paesi Bassi avrebbero dovuto cominciare ad affiancarsi all'idea tedesca d'insegnamento della medicina, cercando di apprendere da essa i segreti e le meraviglie del sistema di ricerca dell'"oltre Reno". Non ha mai visto realizzare il suo sogno, disgustato soprattutto dal nepotismo che nei Paesi Bassi ormai va sviluppandosi sempre di più. Nonostante gli avessero proposto il ruolo di lettore per la medicina legale decide di abbandonare i Paesi Bassi, ritenendo:
«Questa disciplina non avrebbe mai potuto attrarmi, neppure se fossi rimasto volentieri a Utrecht. Essa obbliga i suoi cultori a esercitarla senza dedicarsi ad alcuna investigazione, senz'altre vedute».
Senza indugiare Moleschott si trasferisce nuovamente a Heidelberg dove gli viene offerta prima la possibilità d'insegnare anatomia comparata, poi la cattedra di chimica fisiologica. Durante tutto il suo periodo tedesco Moleschott tende ad accrescere sempre di più la sua conoscenza riguardo alla filosofia, essendo altresì sicuro che, insieme alla medicina, formano un bipolo inscindibile; solamente espandendo la conoscenza in entrambi i campi si può giungere a un miglioramento della conoscenza. L'università di Heidelberg è ricca di laboratori occupati per la ricerca in altri campi, Moleschott è solito tenere saltuariamente lezioni di chimica applicata alla fisiologia in casa sua, dove era riuscito ad allestire un piccolo laboratorio, fornendosi degli attrezzi necessari a piccole sperimentazioni e dimostrazioni. Durante la sua permanenza a Heidelberg scrive Le lettere fisiologiche, dove tratta dai temi di fisiologia e chimica, ai temi sul materialismo. Essendo i temi materialisti di spiccata crudezza, ripresi nel libro da lui scritto, Circolazioni della vita, Moleschott fu presto allontanato dall'università con l'accusa di fuorviare le menti giovani e portarle ad un'accettazione inconfutabile della non esistenza di Dio. Nonostante le risposte contrarie all'accusa di studenti che seguono attentamente il corso, con rammarico il "medico materialista" lascia la Germania e si trasferisce in Svizzera, subentrando al prof. Karl Ludwig come insegnante di fisiologia presso l'università di Zurigo. L'ormai trentenne Moleschott sbalordisce il pubblico zurighese con i suoi trattati di fisiologia meccanica, guadagnandosi un rapporto di amicizia, e di stima incondizionata, con il professore di lettere Francesco De Sanctis che lo definirà: «...autonomo e bastante a se stesso, che ha nella natura i suoi fini e i suoi mezzi le leggi del suo sviluppo, della sua grandezza e della sua decadenza come uomo e come società».
Non attribuisce a Moleschott la parola materialista; il medico credeva ciecamente nell'esistenza dello spirito nell'uomo, rimarcando però un'assenza di nesso tra spirito e Dio. Nel 1860 gli viene offerta la cattedra di fisiologia all'Università di Torino: egli accetta e si trasferisce quindi in questa città, dove insegna dal 1861 al 1879. Diventato cittadino italiano, egli associa all'attività accademica quella politica. Passa poi ad insegnare all'Università di Roma e diventa senatore del regno nel 1876.
Fu membro della Massoneria
Muore nella capitale nel maggio 1893. Il Gran Maestro del GOI Ettore Ferrari realizzò un busto in suo onore nell'Università di Roma.

## Il pensiero materialista
Durante tutto il periodo dello sviluppo industriale, che ha interessato l'Europa intorno ai primi decenni del secondo Ottocento, Jakob Moleschott è stato considerato il teorico dello sviluppo tecnologico in ambito scientifico. Molte furono le critiche avanzate al fisiologo olandese, il quale, secondo Liebig, dopo i primi consensi in ambito fisiologico, mosse l'accusa di "dilettantismo" a quest'ultimo, appoggiato da moltissimi prestigiosi ricercatori dell'epoca.  Secondo Lange, l'atteggiamento degli oppositori di Moleschott si riferisce all'attitudine mentale di quest'ultimo nel campo della ricerca; utilizzando le sue parole:
«Se i risultati della ricerca potessero essere interpretati solo dagli inventori […] si metterebbe in pericolo il concatenamento sistematico delle scienze e della cultura superiore dello spirito in generale. […] Colui che percorre attentamente tutto il dominio delle scienze della natura per farsi un'idea dell'insieme, apprezzerà spesso l'importanza di un fatto isolato meglio di colui che lo ha scoperto.»
Moleschott venne, dunque, considerato più un cultore della scienza medica che uno scienziato.
Uomo di scienza, medico e, in particolare, fisiologo, Moleschott possiede anche una mente filosofica. Egli stesso dirà «La fisiologia, intesa come fisica e chimica applicate alla biologia, è per se stessa scienza filosofica, atta a consentire una concezione unitaria della natura» (J. Moleschott, Circolazione della vita). La materia è dunque scientificamente conosciuta nella sua essenza: essa è eterna e dotata di forze e questa forza è presente sia in ambito fisico, che chimico, che biologico. La cosiddetta forza vitale non è assolutamente immateriale per Moleschott, anzi, egli la considera proprietà della materia, un prodotto di conversioni tra altre forze materiali. La conversione e riconversione di tali forme di forza crea dinamicità intrinseca, ovvero la vita, ed essa è perennemente continua e incessantemente in circolazione. Differente è nel modo in cui colpisce gli esseri viventi e esseri non viventi: i primi acquisiscono irritabilità, psichicità, sensazione, movimento, i secondi invece acquisiscono essenzialmente fisicità e chimismo.
Il principio fondamentale su cui si basa la teoria materialista del celebre fisiologo si trova nella perenne metamorfosi: ovvero la perenne trasformazione non solo nel campo della chimica, del magnetismo, dell'elettricità, della cinematica e della dinamica, ma anche attraverso l'azione della coppia nascita-morte. Nel pensiero di Moleschott il ricambio organico consiste in un vai e vieni bilanciato tra nascita e morte, quindi, tra vita e non vita. Vita e morte sono due modi di essere materiali in continuo e reciproco scambio; «...la vita si rigenera attraverso la morte, che è garanzia della vita» (J. Moleschott, Circolazione della vita). Tutto ciò viene spiegato attraverso un semplice processo; in natura gli organismi in decomposizione fecondano il terreno e questo a sua volta produce e nutre nuovi organismi. Nonostante la forte tendenza al pensiero materialista utilizza nei suoi libri un'intonazione tutt'altro che distaccata, quasi romantica. La natura è il luogo della circolazione della materia e quindi della vita, entrambe vi circolano animandola, e la loro eterna circolazione è considerata l'anima del mondo. Elementi triadici sono compresenti nella teoria del materialismo di Moleschott. La grande triade materialista – forma, composizione e funzione - e della conoscenza scientifica – chimica, fisica, morfologia, fisiologia- sono fra loro strettamente integrate. Anima del mondo, ciclicità, polarità, triadismi, metamorfosi sono tutti moduli operanti del nucleo teorico del "materialismo scientifico".

## Opere
- Kritische Betrachtung von Liebig's Theorie der Pflanzenernährung, mit besonderer Angabe der empirisch constatirten Thatsachen, Harlem, Erben F. Bohn, 1845.
- Die Physiologie der Nahrungsmittel. Ein Handbuch der Diätetik, Darmstadt, C.W. Leske, 1850.
- Physiologie des Stoffwechsels in Pflanzen und Thieren, Erlangen, F. Enke, 1851.
- Licht und Leben. Rede beim Antritt des öffentlichen Lehramts zur Erforschung der Natur des Menschen an der Züricher Hochschule, Frankfurt a. M., Meidinger, 1856.
- Physiologisches Skizzenbuch, Gießen, Roth, 1860.
- Pathologie und Physiologie. Vortrag bei der Wiedereröffnung der Vorlesungen über Physiologie an der Turiner Hochschule am 2. Dezember 1865 gehalten, Gießen, Roth, 1866.
- La circolazione della vita, traduzione di Cesare Lombroso, Milano, G. Brigola, 1869.
- Dell'alimentazione. Trattato popolare, traduzione di Giuseppe Bellucci, Milano, Treves, 1871.
- Untersuchungen zur Naturlehre des Menschen und der Thiere, Frankfurt a. M., Meidinger, 1857-1892.
- Per gli amici miei. Ricordi autobiografici, traduzione di Elsa Patrizi-Moleschott, Palermo, Milano, R. Sandron, 1902.